# Епоредорікс
Епоредорікс (*д/н —прибл. 52 до н. е.) — один з вождів племені едуїв, учасник повстання проти римського панування.

## Життєпис
Походив із впливового знатного роду галлів-едуїв. Син Епоредорікса. Після загибелі батька та визнання едуїв як союзників Гая Юлія Цезаря вимушений був знаходитися у римському війську. Згодом претендував на владу над своїм племенем. Був суперником Віридомара, проте вимушений був відступити. Разом з тим отримав титул молодшого вождя.
Після цього Епоредорікс перейшов до війська Цезаря, де очолював галльську піхоту. Втім після поразки римлян у 52 році у битві при Герговії Епоредорікс залишив римлян, а згодом приєднався до Віридомара. разом з останнім радою старійшин едуїв призначається вождем та очільником війська едуїв. після цього вони з'єдналися з військами лемовіків, атребатів, арвернів й вирушили на допомогу загальногалльському вождеві Верцингеториксу. Епоредорікс брав участь у битві при Алезії. Втім його доля напевне невідома: за одними відомостями він загинув у бою, за іншими — потрапив у полон й був страчений.